# Heinz Karst
Heinrich Karl Hermann „Heinz“ Karst (* 1. Dezember 1914 in Aachen; † 13. Januar 2002 auf der Insel Reichenau) war ein deutscher Offizier, zuletzt Brigadegeneral des Heeres der Bundeswehr.

## Werdegang

### Herkunft und Kriegsdienst
Heinz Karst, Sohn von Elisabeth Karst, geborene Potthoff, und des Diplom-Ingenieurs Karl Karst, Syndikus des Arbeitgeberbandes der Metallindustrie Bielefeld, studierte nach dem Abitur am Realgymnasium Bielefeld und dem Reichsarbeitsdienst an der Universität zu Köln und der Julius-Maximilians-Universität Würzburg die Studienfächer Germanistik, Französische Sprache und Englische Sprache sowie Geschichtswissenschaft und Philosophie. 1936 wurde er zum MG-Bataillon (mot) 6 in Coburg eingezogen. Dort ließ er sich zum Reserveoffizier ausbilden und 1938 in den aktiven Dienst übernehmen. Zum Leutnant wurde er am 1. April 1939 befördert.
Bei Beginn des Zweiten Weltkriegs erlebte er als Zugführer den Überfall auf Polen, wo er schwer verwundet wurde. Nach Rekonvaleszenz wurde Karst Kompaniechef in der 3./Kradschützenbataillon 10 und hier zum Aufklärer ausgebildet. Als Ordonnanzoffizier der 10. Infanterie-Division in der Sowjetunion erhielt er das Eiserne Kreuz I. Klasse. Zuletzt war er Kommandeur der Panzeraufklärungsabteilung 120 an der Ostfront.
Erziehungs- und Ausbildungserfahrung sammelte Karst dazwischen als Inspektionschef in der Ausbildungs-Lehr-Abteilung für Panzergrenadiere in Weimar, als Kommandeur der Panzeraufklärungslehrgänge für Ausbilder des Ersatzheeres in Luschtieniz und schließlich als Kommandeur der Heeresunteroffiziersschule für Panzeraufklärer in Sondershausen. Bei Kriegsende war Karst Hauptmann und geriet in amerikanische Kriegsgefangenschaft.

### Bundesrepublik Deutschland
Er war seit 1942 mit Irmgard Karst, geborene Kulecki verheiratet. Aus der Ehe ging die Tochter Renate hervor. Zudem hatte er ein weiteres Kind. Er machte das englische Dolmetscherexamen und verdiente den Lebensunterhalt für die Familie als Privatlehrer, als Deutschlehrer für britische Offiziere, als Dolmetscher und Übersetzer sowie ab 1947 auch als Dozent an der Schule für Buchhändler und Verleger in Köln.
Anfang der 1950er Jahre wurde Karst im Amt Blank angestellt als Hilfsreferent im Referat IV B 2, zuständig für die Innere Führung, und wurde Stellvertreter des Referatsleiters Wolf Graf Baudissin.
Am 1. November 1955 wurde Heinz Karst als einer der ersten Soldaten der Bundeswehr als Major im Referat IV B 2 übernommen. Am 1. März 1957 ging er an die Schule für Innere Führung nach Koblenz, zunächst als Fachlehrer, dann als Lehrgruppenkommandeur. Vom 1. Februar 1958 bis 30. April 1959 führte Karst das Panzeraufklärungslehrbataillon 11 in Munster, 1959 wurde er Referatsleiter Erziehungswesen (Fü B I 4) im Bundesministerium der Verteidigung (bis 1963) und kommandierte von 1963 bis 1968 die Panzergrenadierbrigade 32 Schwanewede.
Karst war katholisch und war ursprünglich ein enger Mitarbeiter Baudissins bei der Erarbeitung und Durchsetzung der Inneren Führung („Staatsbürger in Uniform“) innerhalb der Bundeswehr. Später entzweiten sich Karst und Baudissin aus persönlichen, aber auch aus inhaltlichen Gründen. Während Baudissin die Innere Führung innenpolitisch und gesellschaftspolitisch gedacht wissen wollte, ging Karst von militärischen Prämissen aus und betonte die Andersartigkeit des Soldatenberufs. Er setzte dabei auf traditionelle Werte wie Tapferkeit, Kameradschaft, Befehl und Gehorsam. Seine Vorstellungen vom Soldatenberuf brachte er in der programmatischen Schrift Das Bild des Soldaten von 1964 zum Ausdruck. Auch wenn Baudissin und Karst unterschiedliche Interpretationen der Inneren Führung vertraten, war beiden der Grundgedanke gemein, dass die Soldaten der Bundeswehr aus innerer Überzeugung der freiheitlich-demokratischen Grundordnung dienen sollten. Karst wird bisweilen fälschlich als Autor der kontrovers diskutierten sogenannten Schnez-Studie vermutet. Er bestätigte aber, mit dem Inhalt der Studie konform zu gehen.
Zuletzt war Karst ab 1968 im Rang eines Brigadegenerals eingesetzt als General des Erziehungs- und Bildungswesens im Heer, zugeordnet dem Truppenamt in Köln. Am 1. Oktober 1970 ist er auf eigenen Wunsch nach Differenzen mit der politischen Führung des Verteidigungsministeriums unter Minister Helmut Schmidt in den Einstweiligen Ruhestand versetzt worden.
Heinz Karst war Träger des Großen Bundesverdienstkreuzes; das ihm 1970 verliehen wurde. Er war ein vielseitig gebildeter Offizier, zu einer Zeit als das Studium noch nicht zum regulären Bildungsgang für Bundeswehroffiziere gehörte.
Nach seiner Dienstzeit war er von 1973 bis 1977 Vorsitzender der Deutschland-Stiftung. Er lebte in Mittelzell und gehörte 1993 zu den Initiatoren der Hans-Filbinger-Stiftung, die das neurechte Studienzentrum Weikersheim fördern sollte.

## Position zum Afghanistaneinsatz der Bundeswehr
Kurz vor seinem Tod bezog Karst in einem Interview Position zum Engagement der Bundeswehr in Afghanistan. Der General a. D. erklärte, er sei dagegen, dass deutsche Soldaten in ein Abenteuer in Afghanistan oder in den Mittleren Osten geschickt werden. Deshalb müsse er sich gegen Bundeskanzler Schröder stellen, wenn er für die ,Bereitstellung‘ deutscher Soldaten für Afghanistan bedingungslose Gefolgschaft erwartet. Es gebe schließlich den Diensteid der deutschen Soldaten, in dem sie geloben, Recht und Freiheit des deutschen Volkes tapfer zu verteidigen.
Ob man in Afghanistan bei der Jagd auf Bin Laden oder zum Sturz des Taliban-Regimes ,Recht und die Freiheit des deutschen Volkes tapfer verteidigt‘, ist eine Frage, die die Bundesregierung noch nicht beantwortet hat. Weiß Kanzler Schröder, was das heißen kann, wenn er von ,uneingeschränkter Solidarität‘ redet? Hat er sich überlegt, was das bedeuten kann, wenn es wirklich ein langer Krieg wird?  (...) Mit Verwunderung, sagte General Karst, betrachte er die amerikanische Kriegsführung in Afghanistan. Die Russen haben doch gezeigt, daß sie den Widerstand der Afghanen nicht brechen konnten – trotz einer riesigen Armee, die sie dort einsetzten und die sich, militärisch gesprochen, gar nicht schlecht schlug. Nun wollen noch Freiwillige aus Pakistan gegen die Amerikaner kämpfen. In der islamischen Welt breitet sich die Meinung aus, daß es die Amerikaner in Afghanistan nicht schaffen. Gleichzeitig steigert sich der Antiamerikanismus und wächst der Zuspruch.
Sollten nun angesichts dieser Lage vonseiten der USA Einsatzkräfte der Bundeswehr angefordert werden, sei es unverantwortlich, wenn die Bundesregierung diesem Verlangen nachgebe. Nicht nur wegen der Fragwürdigkeit der Kausalkette, die zu dieser Anforderung geführt hat (...). Unverantwortlich ist es, daß dieser Anforderung zu einem Zeitpunkt stattgegeben wird, wo die Bundeswehr im Umbau begriffen ist. Mit anderen, schärferen Worten: Die Bundeswehr befindet sich in einer der schwersten Krise ihrer Geschichte. In einer Situation, wo sie umgebaut und verkleinert wird, sollen Teile gleichzeitig in einen Krieg hineingedrückt werden, für den wir nicht vorbereitet sind. Die meisten rot-grünen Politiker haben von militärischen Dingen herzlich wenig Ahnung.

## Schriften (Auswahl)
- mit Bruno Mohr: Unterführerunterricht. Eine Fibel für alle Unterführer der Bundeswehr und solche, die es werden wollen, anhand der gültigen Vorschriften bearbeitet. Offene Worte Verlag, Bonn 1958 (zahlreiche Auflagen).
- mit Karl Helmut Schnell, Hansdieter Seidel: Taschenbuch für Wehrausbildung. 27. Auflage, Walhalla, Regensburg u. a. 1968.
- Das Bild des Soldaten. Versuch eines Umrisses. 3. Auflage, Boldt, Boppard 1969.
- hrsg. mit Hans Filbinger: Identität und Zukunft der Deutschen. Klaus Hornung zum 65. Geburtstag (= Europäisches Forum, Band 8). Lang, Frankfurt am Main u. a. 1992, ISBN 3-631-44939-9.
- Die Bundeswehr in der Krise. Führungsstrukturen im Wechsel, Wandel der Aufgaben, veraltete Technik, Demotivation der Freiwilligen, umstrittene Wehrpflicht, öffentliche Diskreditierung. Universitas, München 1997, ISBN 3-8004-1350-7.